# Johannes van der Corput
Johannes Gualtherus van der Corput (4 de setembro de 1890 — 16 de setembro de 1975) foi um matemático neerlandês.
Trabalhou primordialmente no campo da teoria analítica dos números.
Foi indicado professor da Universidade de Groningen em 1923 e da Universidade de Amsterdam em 1946. Foi um dos fundadores do Centrum Wiskunde & Informatica, sendo seu primeiro diretor. A partir de 1953 trabalhou nos Estados Unidos, na Universidade da Califórnia em Berkeley e na Universidade do Wisconsin-Madison.
Seu Número de Erdős é 2.